# Silvanus nitidulus
Silvanus nitidulus es una especie de coleóptero de la familia Silvanidae. Mide 2.1-2.6 mm. Habita en el Neártico incluyendo América central.